# Berberis nilghiriensis
Berberis nilghiriensis là một loài thực vật thuộc họ Berberidaceae. Đây là loài đặc hữu của Ấn Độ.